# Halecium sibogae
Halecium sibogae är en nässeldjursart som beskrevs av Chantal Billard 1929. Halecium sibogae ingår i släktet Halecium och familjen Haleciidae. Inga underarter finns listade i Catalogue of Life.